# Те Мамаку
Хеми Топине Те Мамаку (англ. Te Mamaku; около 1790 — июнь 1887) — вождь маорийского племени нгати хауа-те-ранги из региона Уонгануи на Северном острове
.

## История
Те Мамаку родился и вырос в области Уонгануи. В качестве племенного вождя он руководил поселением па в Тухуа, имевшей стратегическую позицию на реке Охура, к северу от города Таумарунуи. Во время Мушкетных войн Те Мамаку иногда был союзником Те Раупарахи, вождя племени нгати-тоа, а иногда воевал против него. В 1846 году во время кампании в долине реки Хатт вождь Те Мамаку твердо стоял на стороне вождя Те Рангихаеаты, возглавившего борьбу против европейских поселенцев, захватывающих исконные земли маори. 16 мая 1846 года Те Мамаку во главе военного отряда (около 200 воинов) совершил нападение на британскую ферму Булкотта в долине Хатт. Позднее он посылал письма другим племенным вождям в области Уонгануи, призывая их подняться на борьбу против белых. Некоторые из его писем были перехвачены английскими властями. Губернатор Джордж Грей подписал распоряжение об аресте вождя Те Раупарахи.
Вернувшись в Уонгануи (тогда посёлок назывался Питер) в сентябре 1846 года, вождь Те Мамаку сообщил европейским поселенцам, что они с ними не ссорился. Он заявил будет защищать колонистов от нападений других маори, но не потерпит присутствия в посёлке правительственных войск. Спустя два месяца, колониальная администрация усилила британский гарнизон в посёлке Уонгануи. В апреле 1847 года четверо маори были повешены за убийство семьи колонистов. Те Мамаку посчитал, что виновные в убийстве должны были переданы для племенного правосудия. Маори усилили свои набеги на окрестные фермы, а в мае того же года вождь Те Мамаку во главе крупного формирования (до 700 воинов) осадил сам посёлок Уонгануи. Бои под Уонгануи продолжались в течение двух месяцев. 20 июля Те Мамаку попытался атаковать осажденный посёлок, но был отражен англичанами. 23 июля Те Мамаку снял осаду с Уонгануи и отступил в область Пипирики вверх по реке Уонгануи.
В декабре 1853 года вождь Те Мамаку был крещен миссионером Ричардом Тейлором в Путики.
В 1857 году вождю Те Мамаку было предложено стать первым королем маори. Он отказался от королевского титула, но присоединился к королевскому движению маори, выступавших против продажи исконных земли европейским колонистам. В 1864 году Те Мамаку не участвовал в битве у острова Моутоа, но, вероятно, сражался на стороне секты Паи Марире во время второй войны в Таранаки.
Несмотря на это, вождь Те Мамаку в течение нескольких лет считался мирным человеком и пользовался уважением английской администрации. Он выступал против восстания под руководством Те Кооти, но твердо считал, что владения маорийского короля считаются неприкосновенными для белых поселенцев. В 1880 году Те Мамаку присоединился к вождю Те Кеепа по защите земель маори в верховьях реки Уонгануи от продажи колонистам (пакеха).
В последние годы жизни Те Мамаку принял много изменений, связанных с европеизацией Новой Зеландии. Он скончался в июне 1887 года в городе Таумарунуи.